# Wilhelm XI. (Montferrat)

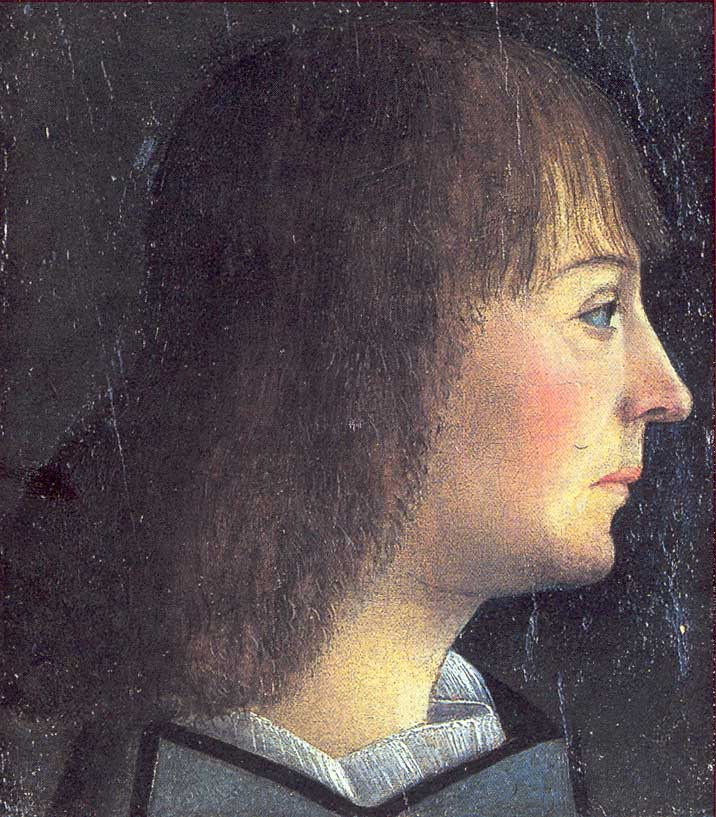
Wilhelm XI. von Montferrat,
Porträt von Macrino d’Alba

Wappen Wilhelms XI. als Markgraf von Montferrat

Wilhelm XI. Palaiologos (italienisch Guglielmo XI. del Monferrato, * 10. August 1486; † 4. Oktober 1518 in Trino) war von 1494 bis 1518 der Markgraf von Montferrat. Er war der Sohn von Markgraf Bonifatius III. (1424–1494) und dessen Ehefrau Maria Branković (1466–1495).

## Politik
Er behielt die profranzösische Politik seines Vaters bei und heiratete am 31. August 1508 in der Kirche Saint-Sauveur in Blois Anne d’Alençon (1492–1562), Tochter von René, Herzog von Alençon, und Margarete von Lothringen-Vaudémont.
Nach der Schlacht bei Novara (1513) deckte Wilhelm den Abzug der französischen Armee aus Mailand. Herzog Massimiliano Sforza kehrte wieder in sein Amt zurück und erlangte von Wilhelm die Zahlung von 30.000 Scudi gegen den Verzicht auf Repressalien. Die Verträge wurden jedoch von Massimiliano nicht eingehalten, der mit seiner Armee in Montferrat einfiel und zahlreiche Städte plünderte. Aufgrund der Information, dass zur gleichen Zeit ein entfernter Verwandter, Markgraf Oddone von Incisa, sich selbst zum Markgrafen von Montferrat machen wollte, besetzte Wilhelm 1514 dessen Residenz Incisa, annektierte die Markgrafschaft und ließ Oddone und dessen Sohn Badone zum Tode verurteilen. Dies wiederum führte zu einer heftigen Reaktion des Kaisers als Oberherrn Incisas, der von Wilhelm nun den Verzicht auf die Annexion und die Unterwerfung unter das geltende Recht verlangte. Allerdings musste Wilhelm sich angesichts der nun folgenden bürokratischen Verwicklungen dem nicht beugen.

## Nachkommen
Kinder aus seiner Ehe mit Anna von Alençon waren:
- Maria (1509–1530), ⚭ 1517 in Casale Federico II. Gonzaga (1500–1540)
- Margherita (1510–1566), ⚭ 1531 Federico II. Gonzaga, den Witwer ihrer Schwester
- Bonifacio (1512–1530), Nachfolger Wilhelms als Markgraf von Montferrat, anfangs unter der Regentschaft seiner Mutter.